# Tecalitlán
Tecalitlán é um município do estado de Jalisco, no México.
Em 2005, o município possuía um total de 16.042 habitantes.